# Villa Artushof

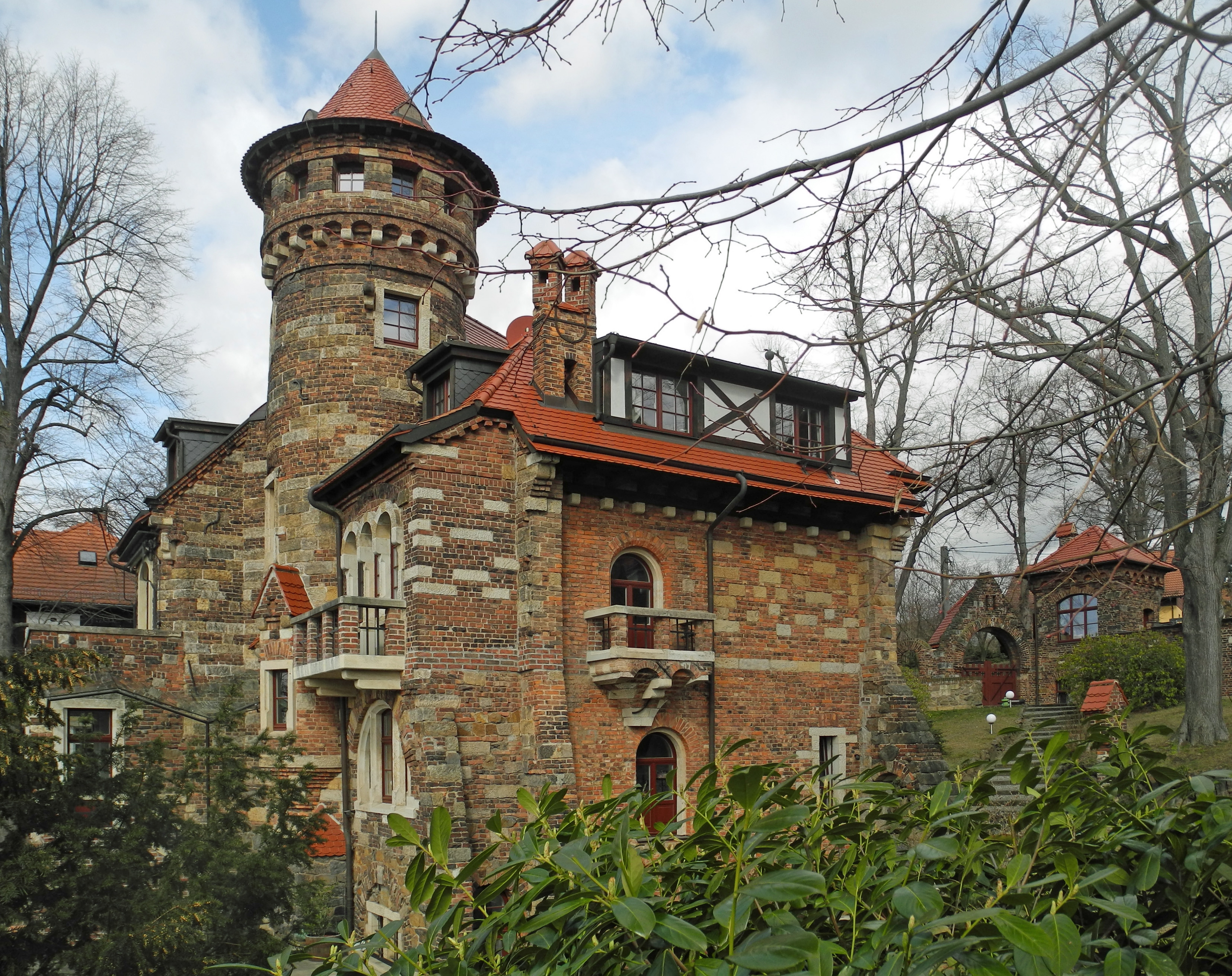
Villa Artushof in Dresden-Loschwitz, Malerstraße 18

Die Villa Artushof ist ein repräsentatives Wohngebäude in Dresden, Malerstraße 18, im Stadtteil Loschwitz, das 1896 erbaut wurde und unter Denkmalschutz (ID-Nr. 09211217) steht.

## Geschichte

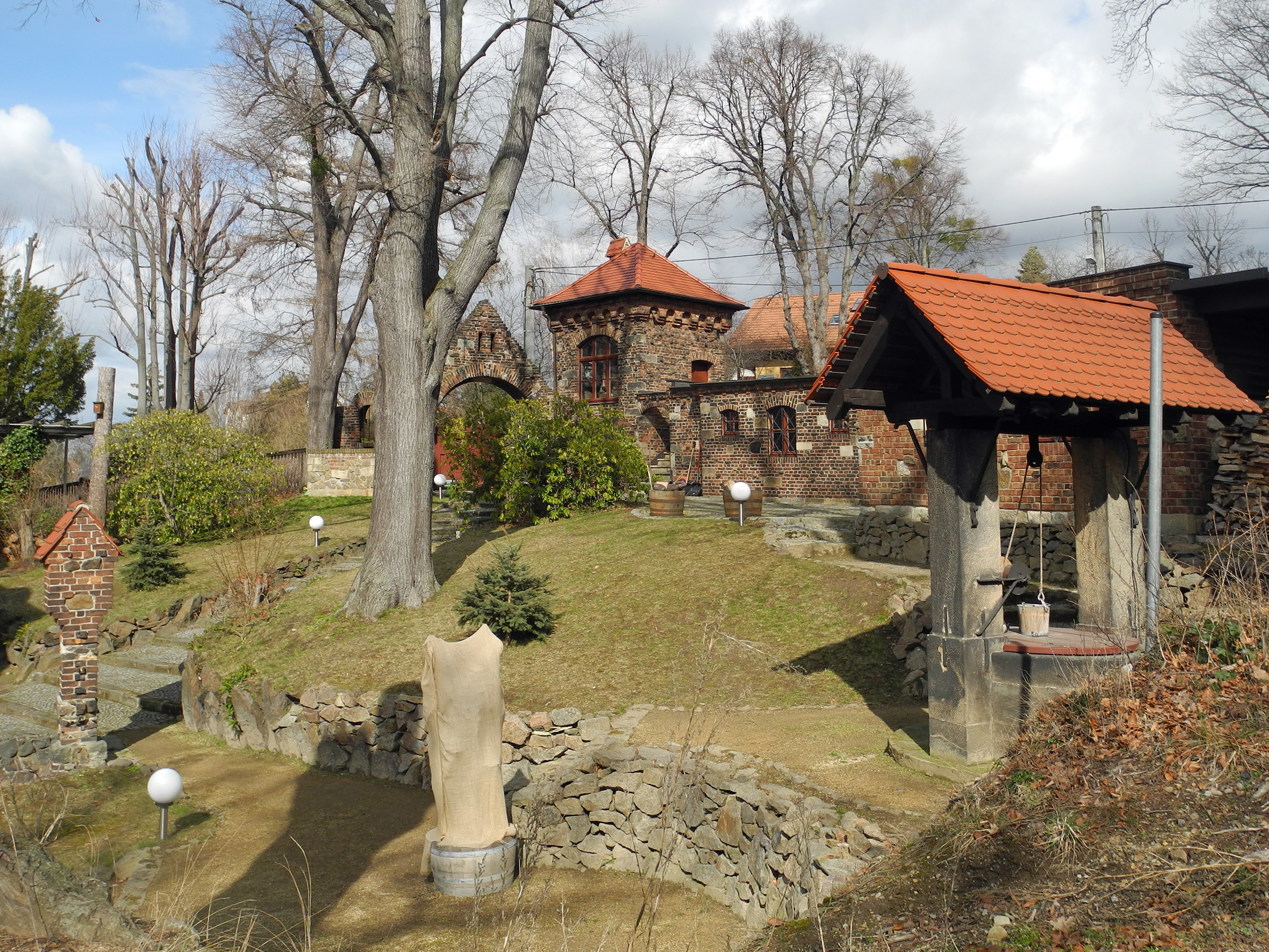
Garten mit Ziehbrunnen und gemauerter Säule für den Gral (links)

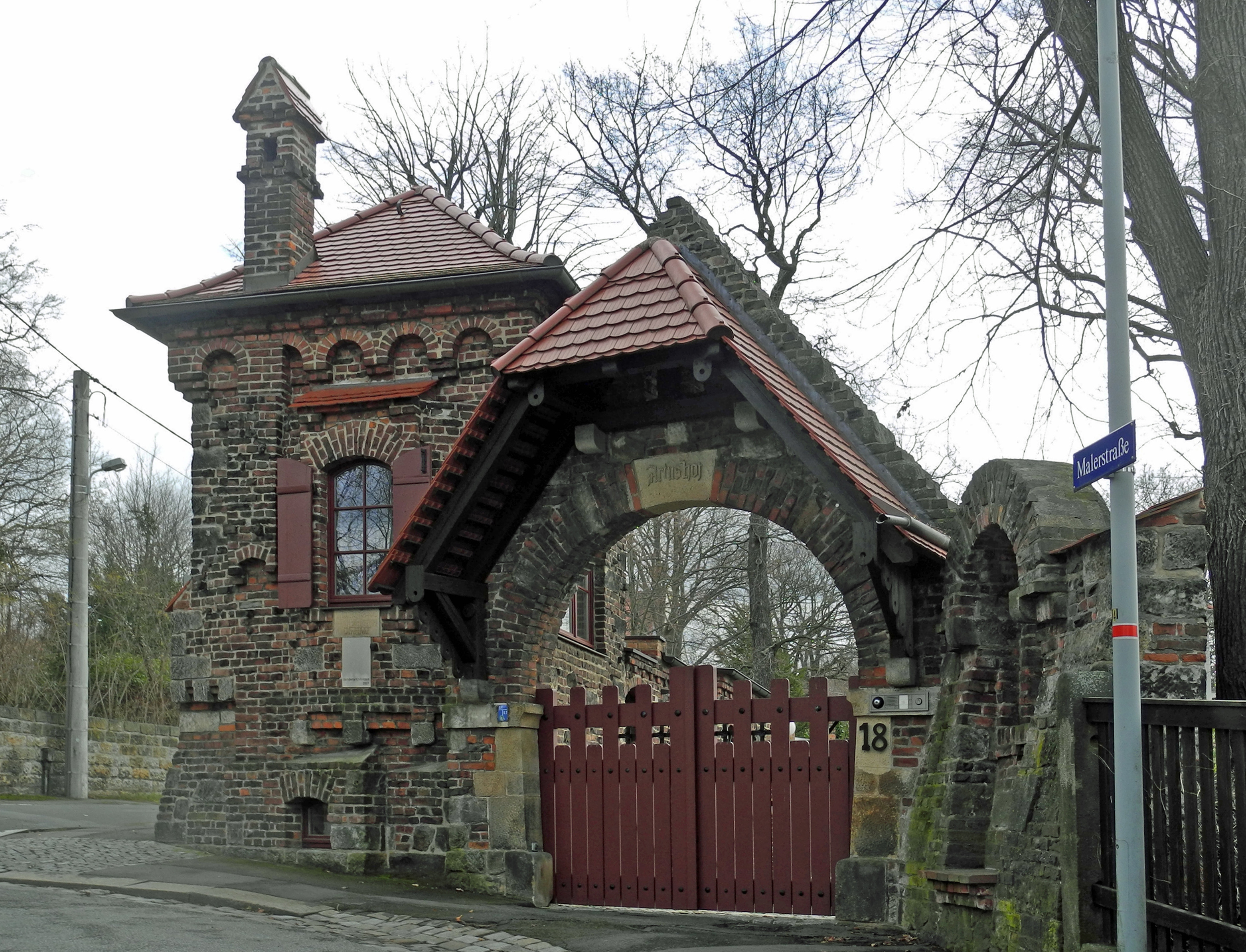
Einfahrt zum Grundstück der Villa Artushof

Die Villa Artushof auf dem ehemaligen Weinberg des Ratsbeamten Gottlob Reintanz (1792–1854) ist ein außergewöhnliches burgartiges Bauwerk in Loschwitz.
Der Bildhauer und Kunstmaler Arthur Schreyer (1856–?) erwarb das Grundstück 1894, um ein Atelierhaus bauen zu lassen. Es sollte ursprünglich an das Werk Ludwig van Beethovens erinnern. Er beauftragte seinen Bruder, den Architekten Reinhold Schreyer (1861– nach 1943), einen Entwurf zu erstellen.
Nachdem er aber mehrfach die Bayreuther Festspiele besucht hatte, war er ein begeisterter Verehrer Richard Wagners geworden. Der Bauplan musste geändert werden. Als Vorbild diente nun die Burg Klingsors aus Richard Wagners Bühnenweihfestspiel Parsifal und sein Atelierhaus wurde nun als düster-romantische Burg unter dem Namen „Artushof“ mit einem Burggraben errichtet. Das Baugesuch wurde 1894 eingereicht und bereits 1895/96 wurde der Bau der Villa ausgeführt. An der Toreinfahrt weist eine Steintafel darauf hin.
Volker Helas verweist auf typologische Ähnlichkeiten mit dem Red House, das Philip Webb 1859 erbaut hat.
Das großzügig eingerichtete Atelier Arthur Schreyers reichte vom Erdgeschoss bis zum zweiten Obergeschoss. Im Keller ließ er eine Säulenhalle mit einem großen Tisch als Symbol für die Tafelrunde des Königs Artus errichten. Das Haus und der Garten wurden mit zahlreichen Kunstwerken ausgestattet, das geplante Gesamtkunstwerk wurde jedoch nie vollendet.
Im Jahre 1902 ging Arthur Schreyer nach Berlin und seine Villa musste aus finanziellen Gründen zwangsversteigert werden. Im Jahr 1905 erfolgten einige bauliche Veränderungen, die der neue Eigentümer, der Buchdruckereibesitzer Hermann Schmidt, veranlasste.
Bereits 1906 verkaufte er das Anwesen an die Ärztin Anna Fischer-Dückelmann (1856–1917) vom Weidner-Sanatorium in der Malerstraße. Sie war die erste Naturärztin Deutschlands und entwickelte die Villa Artushof in eine kleine Kuranstalt. Der terrassierte Garten wurde für alternative Naturheilmethoden und Liegekuren genutzt. Im Erdgeschoss der Villa wurden im ehemaligen Atelierbereich Wartezimmer und an der Gartenseite ein Sprechzimmer eingerichtet. In den Jahren von 1911 bis 1913 erhielt der Bau eine Einfriedung und wurde an das Abwassernetz angeschlossen. Nach ihrem Tod übernahm 1918 eine Erbengemeinschaft das Grundstück.
Ab 1921 war der Präsident des preußischen Landeskulturamts, der Oberregierungsrat Konrad von Behr (1852–1929), Eigentümer des Areals und danach der Regierungsrat Emil Stratmann. In dieser Zeit gab es bauliche Veränderungen an der Villa und im Torbereich wurden eine Pförtnerwohnung und Garage gebaut.
Beim Luftangriff im Februar 1945 entstanden nur geringfügige Schäden. Im Jahr 2007 wurden unter der Leitung des Architekturbüros Zanderarchitekten Dresden umfangreiche denkmalpflegerische Instandsetzungen an der Villa und am Torhaus vorgenommen. Heute befinden sich in der Villa Artushof mehrere Wohnungen.

## Bau
Unter Denkmalschutz stehen Villa, Torturm, Torbogen, Garage/Remise, Ziehbrunnen, Garten und Einfriedung. Laut Denkmaltext hat die Villa einen unregelmäßigen Grundriss und malerischen Aufriss mit Turmanbau. Im Inneren verweist die Ausmalung, als Dekorationsmalerei gestaltet, auf den unverwechselbaren Bau der damaligen Zeit, der gestalterisch, baugeschichtlich und künstlerisch als bedeutend eingestuft wird.
Ein Turmzimmer mit zwölf Fenstern bietet einen Rundblick über das ganze Dresdner Elbtal.
Im Inneren sind an der Fensterfront die restaurierten Sternbildzeichen zu sehen. Eine ehemalige Bestuhlung ist in den Fensternischen erkennbar. Die reich gegliederte Außenarchitektur wurde mit Ziegeln, Sandsteinquadern und Feldsteinen gestaltet.
Der Burggraben mit einer Brücke soll an eine mittelalterliche Burg erinnern. Vor der Brücke steht eine gemauerte Säule, in deren Nische der heilige Gral in Form eines Kelches dargestellt ist. Auf der oberen Seite des Grundstücks ist der einzig erhaltene Ziehbrunnen mit einem an einer Kette befestigten Eimer von Dresden zu sehen. Auf Grund des romantischen Aussehens wird die Villa Artushof von Künstlern als Motiv geschätzt.